# هوكر سايدلي إتش أس 748
هوكر سايدلي إتش أس 748  (بالإنجليزية: Hawker Siddeley HS 748)‏ هي طائرة خطوط جوية توربينية متوسطة الحجم، أنتجت في 1961 ببريطانيا. من صناعة أفرو. كان أول طيران لها في 24 يونيو 1960. صنع منها 380 طائرة.

## المستخدمون
- القوات الجوية الهندية
- فاريغ